# 안평 (성한)
안평(晏平) 또는 선평(宣平)은 중국 성한(成漢) 무제(武帝)의 첫 번째 연호이다. 306년 6월에서 310년까지 4년 7개월 동안 사용하였다. 306년 6월, 성도왕(成都王) 이웅(李雄)은 성(成)을 건국하고 황위에 올라 안평으로 개원하였다.
같은 시기에 사용된 다른 연호로는 서진(西晉)에서 사용한 영흥(永興 : 304년 ~ 306년), 광희(光熙 : 306년), 영가(永嘉 : 307년 ~ 313년), 전조(前趙)에서 사용한 원희(元熙 : 304년 ~ 308년), 영봉(永鳳 : 308년 ~ 309년), 하서(河瑞 : 309년 ~ 310년), 광흥(光興 : 310년 ~ 311년)이 있다.

## 연대대조표
| 안평                | 원년                           | 2년             | 3년                 | 4년                 | 5년                 |
| 서력                | 306년                          | 307년           | 308년               | 309년               | 310년               |
| 육십간지 (六十干支) | 병인(丙寅)                     | 정묘(丁卯)      | 무진(戊辰)          | 기사(己巳)          | 경오(庚午)          |
| 서진 (西晉)         | 영흥(永興) 3년 광희(光熙) 원년 | 영가(永嘉) 원년 | 2년                 | 3년                 | 4년                 |
| 전조 (前趙)         | 원희(元熙) 3년                 | 4년             | 5년 영봉(永鳳) 원년 | 2년 하서(河瑞) 원년 | 2년 광흥(光興) 원년 |

## 같이 보기
- 중국의 연호

| 이전 연호 건흥(建興) | 중국의 연호 성한(成漢) | 다음 연호 옥형(玉衡) |